# Делаван (Илиноис)
Делаван (енгл. Delavan) град је у америчкој савезној држави Илиноис. По попису становништва из 2010. у њему је живело 1.689 становника.

## Демографија
Према попису становништва из 2010. у граду је живело 1.689 становника, што је 136 (7,5%) становника мање него 2000. године.
| Група             | 2000.         | 2010.         |
| Белци             | 1.792 (98,2%) | 1.654 (97,9%) |
| Афроамериканци    | 8 (0,4%)      | 5 (0,3%)      |
| Азијати           | 3 (0,2%)      | 1 (0,1%)      |
| Хиспаноамериканци | 8 (0,4%)      | 16 (0,9%)     |
| Укупно            | 1.825         | 1.689         |